# Suécia durante a Segunda Guerra Mundial
Este periodo compreende os 6 anos ocorridos entre o início e o fim da Segunda Guerra Mundial (1939 – 1945). Neutralidade foi a palavra de ordem para este período - a Suécia declarou-se neutra no grande conflito que assolava a Europa, e manteve um equilíbrio difícil com as duas partes beligerantes. Forneceu minério de ferro à Alemanha e equipamentos industriais à Grã-Bretanha.

## Neutralidade sueca
A Suécia manteve a sua posição de neutralidade durante a Segunda Guerra Mundial. Quando a guerra iniciou em 1 de setembro de 1939, o destino da Suécia era incerto. Uma combinação de fatores como a localização geopolítica na península escandinava, manobras bem sucedidas na realpolitik durante o curso dos eventos imprevisíveis e um reordenamento do seu parque industrial militar sobretudo a partir de 1942 contribuiram para manter o bem sucedido plano de neutralidade da Suécia.
Antes mesmo do início das hostilidades, a Suécia tinha conduzido uma relação de neutralidade nas relações internacionais que perduraram mais de um século, desde o fim das Guerras Napoleônicas em 1815.
Das vinte nações que propuseram uma política oficial de neutralidade no início do conflito, apenas oito, dentre as quais a Suécia conseguiram manter esta posição até o final.Dos 20 países europeus que se declararam neutros em 1939, só 8 conseguiram permanecer fora do conflito durante toda a sua duração – Suécia, Irlanda, Portugal, Espanha, Andorra, Liechtenstein, Suíça e Vaticano. O governo sueco entretanto teve que fazer uma série de concessões tanto em favor dos Aliados quanto da Alemanha.
Durante a invasão alemã à União Soviética a Suécia permitiu que a Wermacht atravessasse o país utilizando suas linhas ferroviárias para o transporte da 163a divisão de infantaria com lançadores de mísseis, tanques, artilharia antiaérea e munições da Noruega até a Finlândia. Soldados alemães em passagem da Noruega até a Alemanha podiam atravessar a Suécia num movimento chamado permittenttrafik, além de imensas quantidades de minério de ferro que foram vendidos para a Alemanha durante quase todo o conflito. Aos aliados, a Suécia forneceu informações de inteligência e auxiliou no transporte de soldados disfarçados de refugiados da Dinamarca até a Noruega, para permitir a liberação deles em seus respectivos países. Bases militares suecas também foram utilizadas pelos aliados entre 1944 e 1945.
A Suécia também ficou conhecida por acolher refugiados antifascístas e judeus de todas as regiões. Em 1943, seguindo-se a uma ordem de deportação dos judeus da Dinamarca para campos de conentração, cerca de 8.000 judeus foram trazidos em segurança ao território sueco.

## Quadro Político
Entre 1523 e o final do conflito com a Rússia em 1809, havia um estado permanente de tensão entre estas duas nações. A Rússia era vista como um inimigo hereditário da Suécia. Nos tratados de paz que se seguirama a Guerra Finlandesa em 1908 todo o território da Finlândia foi cedido à Russia, reduzindo o tamanho do território sueco em dois terços.
No fim do século XIX e início do século XX , a Suécia, assim como outras nações europeias, foi tomada por uma onda de greves e desordens públicas. As condições de trabalho desgastantes não eram mais toleradas e classe trabalhadora erguia-se contra as decisões autoritárias do estado. Somente no ano de 1908 ocorreram cerca de 300 greves no país. Era mais do que óbvio que o sistema político precisava de uma reforma dada a quantidade de paralisações. Desde 1880 o movimento socalista sueco se dividiu em dois grupos: uma ala mais radical dos socialistas revolucionários, e os reformistas, um movimento social-democrata que mais tarde se tornaria o maior dos dois. Em 1917 uma reforma no sistema eleitoral foi adotada e a participação do eleitorado aumentou, inclusive o direito de voto às mulheres.
Mas mesmo tais reformas eram vistas como bastante radicais por alguns grupos ultraconservadores que acreditavam que a Suécia precisava de um governo forte e centralizado sobre uma liderança de um homem, e que desprezavam completamente a democracia. Entre os anos 1920 e 1930 os conflitos entre patrões e empregados persistiram até que em 1931 culminou no massacre de Adalen onde militares abriram fogo contra manifestantes que realizavam uma marcha, matando cinco pessoas.

### Governo de coligação nacional
O ataque da União Soviética à Finlândia em 1939, desencadeou uma crise política na Suécia, conduzindo à formação de um governo de coligação nacional (Samlingsregering) com Per Albin Hansson como primeiro-ministro.

## A Suécia durante as hostilidades
A Alemanha atacou e ocupou a Dinamarca e a Noruega em 1940, colocando a Suécia sob forte pressão.

O governo sueco fez concessões à Alemanha, permitindo transportes militares alemães da Noruega para a Finlândia e para a própria Alemanha.  Por outro lado recusou o pedido da Inglaterra e da França para passagem de tropas aliadas para ajudar a Finlândia.

Igualmente, a indústria sueca fez grandes negócios com a Alemanha, para onde forneceu minério de ferro e produtos siderúrgicos e metalúrgicos.

A Suécia recebeu inúmeros refugiados judeus e anti-fascistas, com destaque para os judeus dinamarqueses e noruegueses, e para os prisioneiros resgatados dos campos de concentração na Alemanha.

### O foguete Bäckebo
Em 13 de junho de 1944, um foguete V-2 em teste pelos alemães (foguete de teste V-89, número de série 4089) de Peenemünde caiu na Suécia depois que o foguete voou para nuvens cúmulos que se desviaram para a linha de visão do controlador. Era para cair no mar perto de Bornholm, na Dinamarca ocupada. O V-89 continha uma unidade receptora de controle de rádio FuG 230 Straßburg, normalmente comandada por um conjunto transmissor de controle de rádio equipado com joystick FuG 203 Kehl remoto que também foi feito para uso com o míssil antiaéreo Wasserfall (código chamado Burgund), como um desenvolvimento do mesmo par de equipamentos FuG 203/230 usado para guiar tanto a munição guiada por propulsão por gravidade Fritz X quanto a bomba planadora Henschel Hs 293. O controlador de solo parecia não ter problemas para manobrar o foguete até que ele desaparecesse na alta camada de nuvens.
Um prisioneiro alemão capturado explicou mais tarde aos britânicos que o controlador era um especialista em direcionar bombas planadoras de aeronaves, mas que o espetáculo de um lançamento de foguete o levou a operar incorretamente a alavanca de controle em seu espanto. O especialista em orientação e controle de Peenemünde, Ernst Steinhoff, explicou que o excitado operador aplicou um conjunto de correções planejadas (como a da rotação da Terra) na direção oposta à que havia sido instruído. O foguete posteriormente explodiu em voo (um mau funcionamento comum do V-2) cerca de 1.500 metros acima do condado de Bäckebo, principalmente sobre uma fazenda sem feridos, e os destroços valiosos foram trocados com a Grã-Bretanha pelos suecos por aviões Supermarine Spitfires.
Em 31 de julho de 1944, especialistas do Royal Aircraft Establishment em Farnborough, Hampshire, Inglaterra, começaram uma tentativa de reconstruir o míssil. Cientistas militares dos EUA posteriormente receberam algumas das peças recuperadas dos britânicos. O pioneiro de foguetes americano Robert H. Goddard examinou esses componentes como parte de seu trabalho ajudando as forças armadas dos EUA, e Goddard teria inferido que sua ideia havia sido transformada em uma arma.

## Monarcas da Suécia: 1939-1945

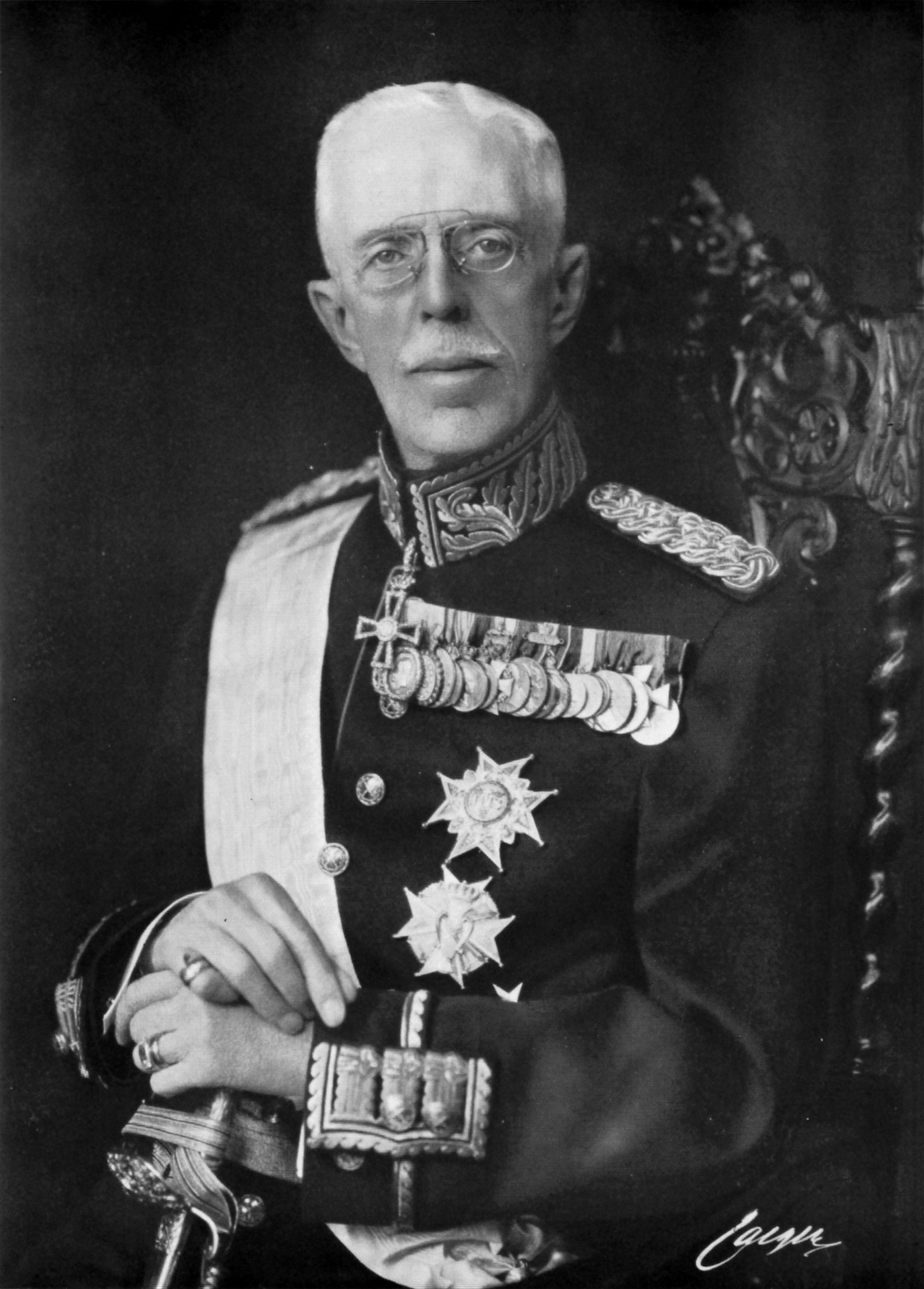
1907-1950 Gustavo V

## Primeiros-ministros da Suécia: 1939-1945

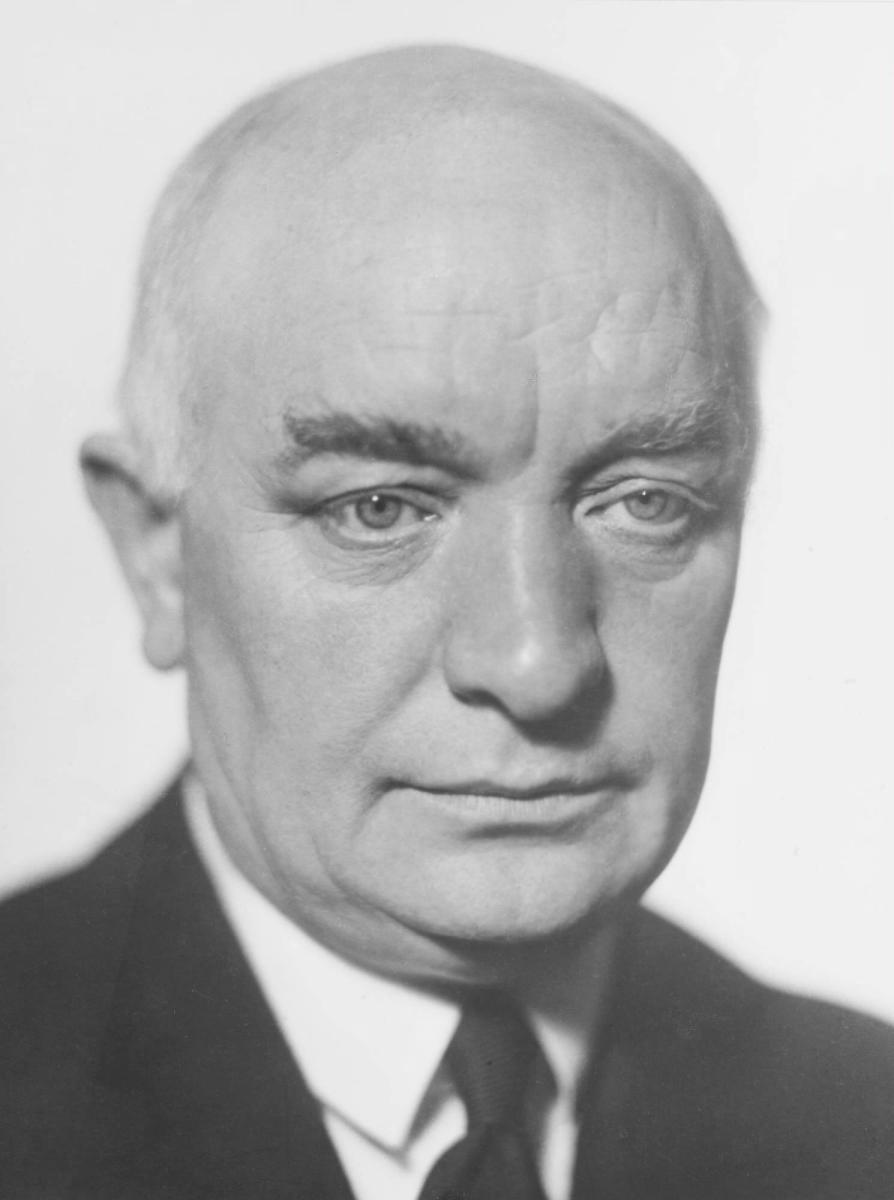
1936-1946 Per Albin Hansson